# Eugenia Wasilewska
Eugenia Wasilewska (* 1922 in Saborol, Kreis Rowno, Galizien) ist eine Überlebende der Deportationen nach Kasachstan im Zweiten Weltkrieg und zählt durch ihre Publikation zu den Zeitzeugen.

## Leben

### Familie; Jugend in Saborol
Eugenia Wasilewska, eine Tochter des Heinrich Gustav Laessig (* 1895 auf Schloss Zaborol in Galizien; † 1982 in Leihgestern in der Bundesrepublik Deutschland) und dessen früh verstorbener ersten Ehefrau Helene, geborene Niewodrinska (* 1900), ist väterlicherseits Enkelin des Ehepaares Gustav Laessig (1857–1936), Eigentümer von Schloss und Gut Zaborol, und der Wilhelmine Ladislawa Koszyc (Kosietz) (* 1857 Tuchov (römisch-kath. Pfarramt) in Galizien, † 1938 Zaborol, Kreis Rowno), zu Grabe gelegt in der Gruftkapelle von Zaborol. Letztere ist eine Tochter des Ehepaares Wenzeslaus Koszyc (Koschitz, Kosietz) (* 1813 Nieder-Bludowitz/Oberschlesien, Evangelisches Pfarramt A.B., † 1877 in Saybusch/Galizien), Leiter des dortigen Steueramtes und der Appolonia Stecka, verstorben nach 1875 in Styszawa (Pfarramt Saybusch), und war in erster, geschiedener Ehe verheiratet mit Hermann Gabriel Ebenhöch (1848–1916), Revident der Erzherzog Albrecht von Habsburg’schen Domäne Saybusch (Żywiec) in Galizien, danach Fürst Schwarzenberg’scher Fondsverwalter in Krumau.
Vier Kinder Ebenhöch entstammen dieser Ehe und lebten zeitweilig mit deren Halbgeschwistern Laessig auf Schloss Zaborol.
- Hermine Ebenhöch (* 1877 Saybusch, † 1934 Gut Zaborol, zu Grabe gelegt in dessen Gruftkapelle), unverehelicht;
- Richard Johann Ademar Ebenhöch (* 1882 Orzew; Bezirk Rowno, † 1950 Schwäbisch Gmünd), K.u.K.Hauptmann, verehelicht mit Maria Anna Margarethe Mahal(1887–1958)
- Rudolf Wilhelm Wladislaw Ebenhöch (* 1886 Orzew, † 1945 Wien), Dipl.-Ingenieur für Chemie in Landeck/Tirol, verehelicht mit seiner Cousine Olga Ebenhöh (1892–1983)
- Olga Ebenhöch (* 1889, † 1912), verehelicht mit dem kaiserlich russischen Offizier Leonid Novitzki (* 1885, gefallen 1918), verstorben mit dem ersten Kind bei dessen Geburt, zu Grabe gelegt in der Gruftkapelle in Zaborol

Vier Kinder Laessig, Halbgeschwister der Kinder Ebenhöch lebten bis 1939 auf Schloss Zaborol:
- Adolf Laessig (* 1894, † 1913 Zaborol, bei einem Jagdunfall), vermutlich von aufständischen Bauern erschossen
- Heinrich Gustav Laessig (* 1895, † 1982 Leihgestern bei Gießen, Bundesrepublik Deutschland); vermutlich wieder verehelicht
- Maria Laessig (* 1896), am 31. Dezember 1945 für tot erklärt (Amtsgericht Gießen)
- Wilhelmine Laessig (* 1899), am 31. Dezember 1945 für tot erklärt (Amtsgericht Gießen), seit 1919 verehelichte Perini (* ...)

Schloss und Gut Zaborol in Galizien waren bis zum Jahr 1939 der Lebensmittelpunkt von Eugenia Wasilewska und ihrer Familie. Eugenia ist die Nichte der Schriftstellerin Maria Stonawski.

### Deportation nach Kasachstan
Zu Beginn des Zweiten Weltkriegs, als der deutsch-sowjetische Nichtangriffspakt am 23. August 1939 in Kraft trat, deutsche Truppenverbände am 1. September 1939 Westpolen angriffen und Truppen der Sowjetunion am 17. September 1939 Ostpolen (Kresy) besetzten, wurde Heinrich Gustav Laessig durch sowjetische Behörden als Großgrundbesitzer verhaftet und sein Grundbesitz – etwa 20.000 Morgen Acker- und Waldfläche – enteignet. Das Herrenhaus (Schloss Zaborol) brannte nach der Plünderung nieder und wurde später eingeebnet. Im Februar 1940 überstanden Eugenia Laessig, ihr älterer Bruder Jurek (Jasiek, Henryk) Laessig (* 1919, † 1971 in Kedzierzyn oder in Kanada) und Familienmitglieder in einem Eisenbahn-Transport die Deportation nach Neu-Suchotino in Kasachstan.

### Eheschließung und Flucht nach Westen
Mit achtzehn Jahren, im Juli 1940, ehelichte Eugenia Laessig in Petropawlowsk (Petropawl) Kazik Wasilewski, einen jungen, nach Neu-Suchotino deportierten polnischen Armeeangehörigen aus Korets an der polnisch-russischen Grenze, heute in der Ukraine. Schwanger geworden, wagte sie die Flucht nach Polen. Sie kam dabei in die Kriegsfront der deutschen und sowjetischen Truppenverbände, die seit dem 22. Juni 1941 (Ausbruch Deutsch-Sowjetischer Krieg) um Landbesitz und Verwaltungshoheit in Mittel- und Osteuropa kämpften.
In Litzmannstadt, wie die polnische Stadt Łódź 1939 bis 1945 unter deutscher Verwaltung hieß, traf sie ihren aus der Haft entlassenen Vater Heinrich Gustav Laessig wieder. Im Dezember 1941 brachte Eugenia Wasilewska ihre Tochter Margarethe in Lodz zur Welt.
Am Ende des Zweiten Weltkriegs 1945 – die Sowjetarmee hatte Westpolen erobert und rückte nach Ostdeutschland vor – floh die Familie nach Westdeutschland, verbrachte einige Zeit in Leihgestern, wo ihr Vater ansässig wurde. Danach lebte Eugenia Wasilewska in dritter Ehe in Bad Nauheim und brachte ihren Sohn Georg (* 1946) zur Welt. Sie ging nach London und die Tochter erhielt in England eine Schulausbildung. Anschließend zogen sie nach Kanada, wo sie heute in vierter Ehe in Port Coquitlam lebt. Wasilewska veröffentlichte als Zeitzeugin Schriften über ihre Deportation durch sowjetische Behörden nach Kasachstan und die Flucht nach Westen.

## Publikation
- The Silver Madonna or The Odyssey of Eugenia Wasilewska. George Allen and Unwin, London 1970, ISBN 0-04-920029-1.
  - Die silberne Madonna – Geschichte einer Irrfahrt. Deutsch von Isabella Nadolny. Hoffmann und Campe, Hamburg 1971, ISBN 3-455-08008-1. (Der Titel des Buches geht auf ein Medaillon mit einem Bild der Gottesmutter Maria zurück, welches sie durch die Jahre begleitete.)